# 狆
狆（ちん）は、日本原産の愛玩犬種。
他の小型犬に比べ、長い日本の歴史の中で独特の飼育がされてきたため、体臭が少なく性格は穏和で物静かな愛玩犬である。『狆』という文字は和製漢字で、屋内で飼う（日本では犬は屋外で飼うものと認識されていた）犬と猫の中間の獣の意味から作られたようである。開国後に各種の洋犬が入ってくるまでは、姿・形に関係なくいわゆる小型犬のことを狆と呼んでいた。庶民には「ちんころ」などと呼ばれていた。

## 歴史

### 狆の起源
祖先犬は、中国から朝鮮を経て日本に渡った、チベットの小型犬と見られる。詳しくはわからないが、おそらくチベタン・スパニエル系統の短吻犬種（鼻のつまった犬）であり、ペキニーズとも血統的なつながりがあると考えられる。
『続日本紀』には、「天平四年、聖武天皇の御代、夏五月、新羅より蜀狗一頭を献上した」とある。天平4年は奈良時代、西暦では732年だが、このときに朝鮮（新羅時代；377年 - 935年）から日本の宮廷に、蜀狗、すなわち蜀（現在の中国四川省）の犬が贈られたという記録である。これが狆に関連する最古の記録である。
現在では、すべての短吻種（たんふんしゅ）犬の祖先犬はチベットの原産である事が知られているがこの時はおそらく、この奇妙な小型犬の原産地は、西方奥地の山岳高原地帯というだけで、はっきりとは知られていなかったのだろう。
なお、『日本書紀』には、天武天皇の章に、672年、新羅から「駱駝、馬、狗」などの動物が贈られたという記載がある。この「狗」が短吻犬種であったとすれば、狆の歴史はさらに遡ることになる。
次いで『日本紀略』には、「天長元年（824年）四月、越前の国へ渤海国から契丹の蜀狗二頭来貢」とある。『類聚国史』では、この件を「天長元年四月丙申、契丹大狗ニ口、㹻子ニ口在前進之」としており、この「㹻子」（小型犬）も狆の祖先犬であろうと言われる。
天武ないし天平期からこのころまでの前後100年余の間に、「蜀狗」と呼ばれた短吻種犬が何度か渡来した。ちなみに「狛犬」は「高麗犬」であり、朝鮮半島を経由して伝わったものだからという説も存在するが、朝鮮半島にもモデルとなるような架空の霊獣はあるものの、姿が異なるものであり、そこに同一性を求めるのは少し難しいと考えられている。また、文献によっては、日本から中国（唐時代；618年 - 910年）並びに朝鮮（渤海時代；698年 - 926年）に派遣された使者が、直接日本に持ち帰ったとも記されているという。
狆の祖先犬は、当初から日本で唯一の愛玩犬種として改良・繁殖された。つまり、狆は日本最古の改良犬でもある。とは言うものの、現在の容姿に改良・固定された個体を以て狆とされたのは明治期になってからである。シーボルトが持ち出した狆の剥製が残っているが日本テリアに近い容貌である。つまり小型犬であれば狆と呼ばれていたことを物語る。

### 近世以降

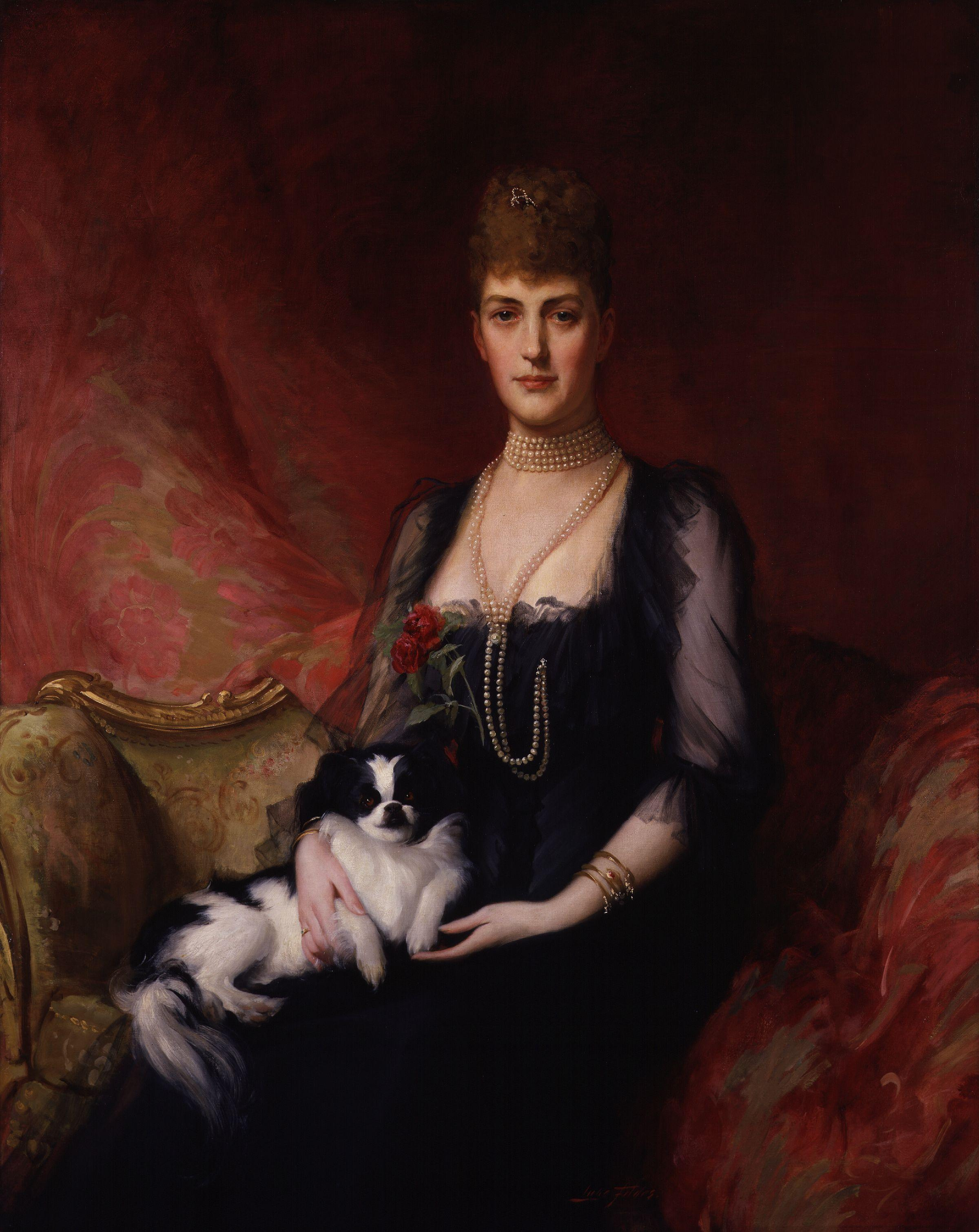
イギリスのプリンス・オブ・ウェールズのアルバート（のちのエドワード7世）の妃アレクサンドラと「パンチ」と命名された狆（1893年ごろ）。ヴィクトリア女王に献上された狆が殖やされ広まったと考えられる

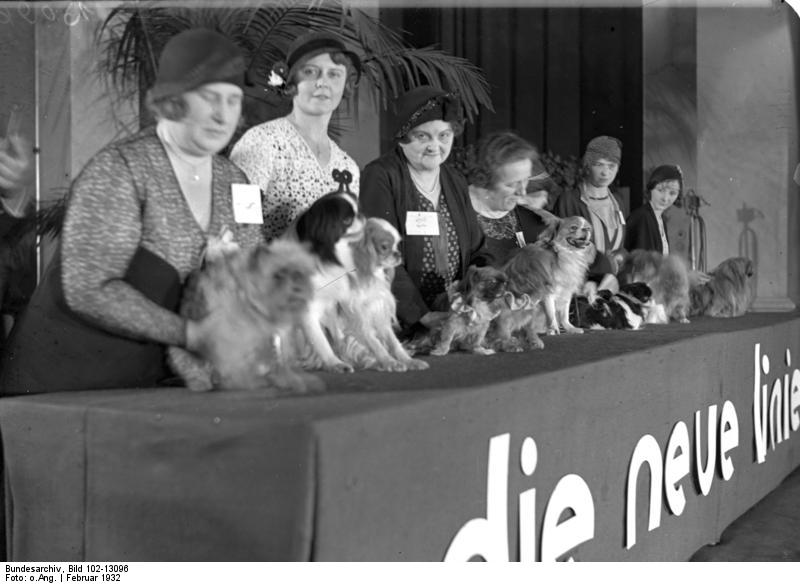
ベルリンのドッグショーで。1932年。美しい高級犬として珍重された。

江戸時代、「犬公方（いぬくぼう）」と呼ばれた5代将軍徳川綱吉の治世下（1680年 - 1709年）では、江戸城で座敷犬、抱き犬として飼育された。また、吉原の遊女も好んで狆を愛玩したという。
徳川綱吉も狆を愛玩したようで、綱吉は二人の大名に狆を飼わせたため、二人は高価な狆を求め百余匹も飼育していた。それらの狆は綱吉の命によって江戸城に納められたが、狆は役人に護送され、立派な乗り物に乗せられて登城したという（『三王外記』）。
香川大学神原文庫に所蔵されている『狆育様療治』によると、狆を多く得るために江戸時代には今で言うブリーダーが存在し、今日の動物愛護の見地から見れば非道とも言える程、盛んに繁殖が行われていた。本書は繁殖時期についても言及しており、頻繁に交尾させた結果雄の狆が疲労したさまや、そうした狆に対して与えるスタミナ料理や薬 についての記述がある。近親交配の結果、奇形の子犬が産まれることがあったが、当時こうした事象の原因は「雄の狆が疲れていた為」と考えられていた。
1853年にはペリー提督によって数頭がアメリカに持ち帰られた。そのうちの2頭は（1頭とも）、同年、イギリスのビクトリア女王に献上されたという。ビクトリア女王は愛犬家として知られ、ペキニーズ、ポメラニアン、マルチーズなどを犬種として固定した。
江戸時代以降も、主に花柳界などの間で飼われていたが、大正期に数が激減、第二次世界大戦によって壊滅状態になった。しかし戦後、日本国外から逆輸入し、高度成長期の頃までは見かけたが、洋犬の人気に押され、今日では稀な存在となった。
英語でのかつての名を「ジャパニーズ・スパニエル (Japanese Spaniel)」というが、スパニエル種の血統とは無縁であり、混同を避けるために現在では「ジャパニーズ・チン (Japanese Chin)」と改名されている。

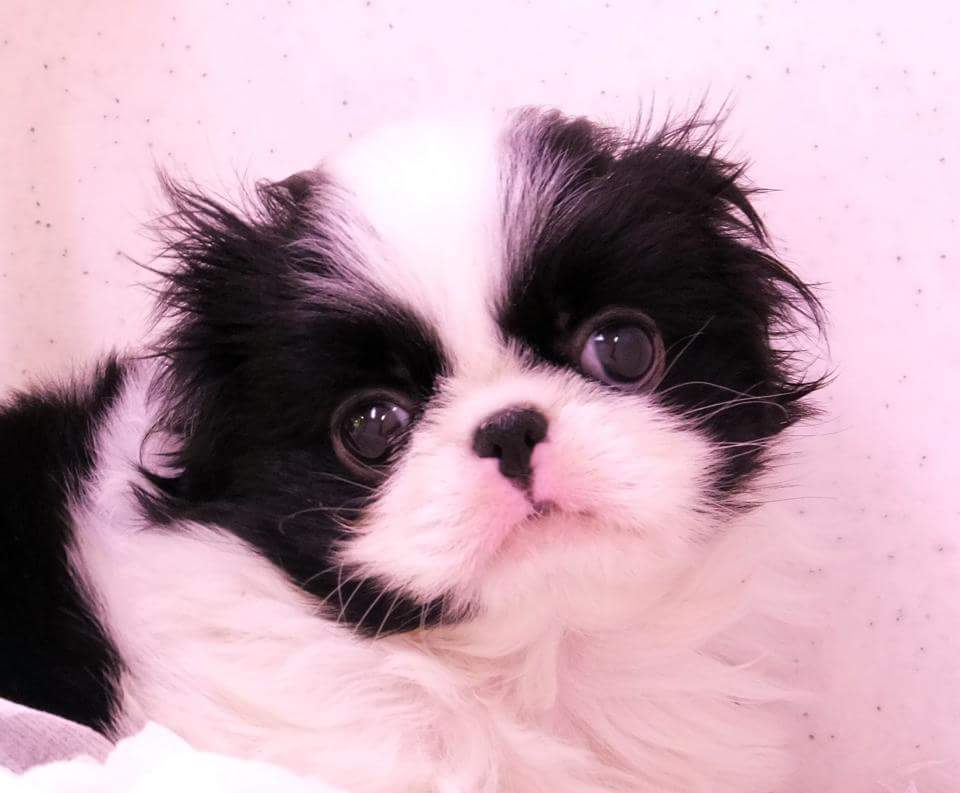
狆の仔犬

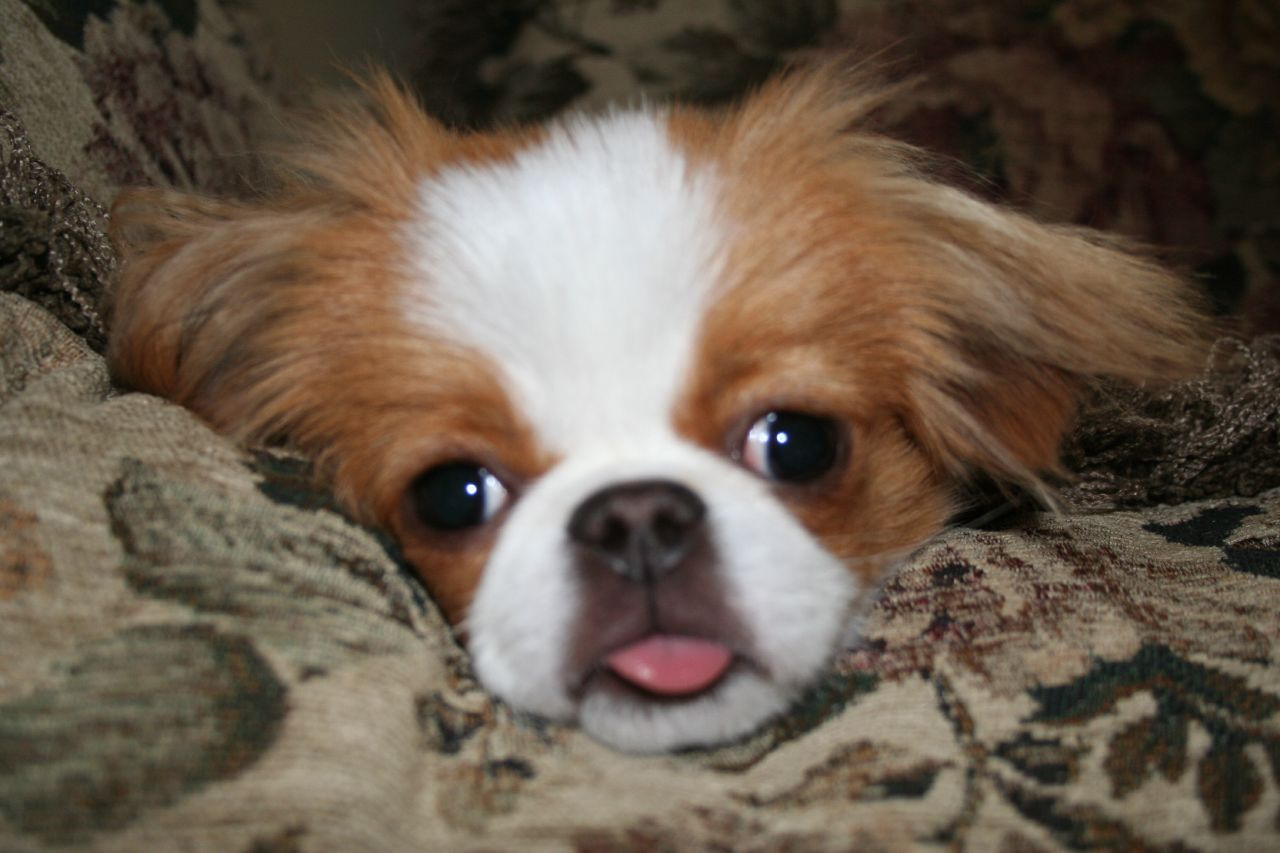
茶狆

## 飼育上の注意点など
- 飼育の際は室内飼いが基本。
- 絹糸のような毛並みは、定期的なブラッシングを怠ると、もつれることもある。
- 短吻種の特徴的な疾患である呼吸困難と、耳のケアには注意が必要である。

## 文化
- 中国の南北朝時代にあった北朝の東魏では、孝静帝に高澄が宴席で酒の無理強いをした時、孝静帝が「昔から滅亡しなかった国はないというのに、朕はどうしてこのように生まれてきたのだ」とぼやくと、高澄は怒って「朕、朕、狗脚の朕（狆）」と罵倒し、崔季舒に孝静帝を殴打させた。
- 大政奉還前後には、こんな川柳が出回った。「江戸の豚 都の狆（朕）に追い出され」
「狆」は天皇が「朕」という一人称を用いることから、天皇（明治天皇）を指し、「豚」は「豚公方」と渾名された徳川慶喜のことをさしている。最後の将軍である慶喜には様々な渾名が付けられているが、豚肉が好物であったことから「豚公方」や「豚一」と言った渾名もあったという。
- 「日本の国犬」とされている。
- 「ちんくしゃ（狆くしゃ）」とは、「狆がくしゃみをしたよう（な顔）」の略で、不美人の形容。このような語の存在は、狆が一般によく親しまれていたことのあらわれと言ってよい。夏目漱石の小説『吾輩は猫である』の猫の飼い主、珍野 苦沙弥（ちんの くしゃみ）先生（作者自身がモデル）の名も、これにちなむものと思われる。
- 足立区のマスコットキャラクターにアダチンという狆をモデルにしたキャラクターがいる[8]。
- 田河水泡の漫画「のらくろ」の大尉時代には、「破片」という名前の狆（名前の由来は破片の様に小さいから）が兵士（二等兵）として登場する。身長や体重が足りず、徴兵検査に合格出来そうになかったので、頭を殴ってもらってタンコブを作り、どんぶり飯を2杯平らげて合格するエピソードがある。
戦後に田河水泡自身が書いた小説版のらくろである「のらくろ自叙伝」では、チンコロ二等兵と呼ばれている。
- チンアナゴは顔が狆に似ていることから命名された。

## 畜犬団体
- 「日本狆クラブ」：1959年設立、神奈川県横浜市
- 「国犬狆保存会」：2007年1月設立、千葉県柏市